# Papež Soter
Sveti Soter, papež in mučenec Rimskokatoliške cerkve, * začetek 2. stoletja n. št., Fondi (Kampanija, Italija, Rimsko cesarstvo); † 174, Rim. 

## Življenjepis
Soter se je rodil v Fondiju blizu Rima, v družini grškega porekla. 
Za časa Soterovega pontifikata so se širile ideje montanističnega herezije, ki so najbrž prispevale k preganjanju kristjanov zaradi svoje protidružbene usmerjenosti za časa cesarja Marka Avrelija. Soter je uspešno nastopal zoper to in druga krivoverstva. Za časa njegovega papeževanja je nastopil v Rimu gnostik Tacijan. 

### Določbe
- Soter je določil, da je zakon veljaven le, če ženina in nevesto blagoslovi duhovnik.
- Uvedel je tudi vsakoletno praznovanje  Velike noči. [1]
- Obenem je ponovno prepovedal ženskem dotikati se keliha in patene ter prižigati kadilo med bogoslužjem, kar je bilo prepovedano laikom že pod Sikstom I.. [2]

### Dobrodelnost in pismo
Ena od prvih potez po izvolitvi za papeža je bila nabirka za potrebe Cerkve v Korintu. Obubožanim korintskim vernikom je poslal izdatno gmotno pomoč, Istočasno napisano pismo, ki so ga navadno brali ob nedeljah skupaj s Klemenovim, se je izgubilo. Po drugi strani pa je ohranjeno pismo, s katerim je Soteru odgovoril korintski škof Dionizij in se v njem zahvaljuje rimski Cerkvi.

## Mučeništvo in češčenje

### Smrt in usoda relikvij
Rimski martirologij ga prišteva med mučence in pravi, da je umrl na Apijski cesti v Rimu. Pokopan je na Kalistovem pokopališču v Rimu; po drugem izročilu pa je pokopan blizu bazilike sv. Petra. Za časa Sergija II. (844-847) so njegove telesne ostanke prenesli v cerkev sv. Silvestra, od tod pa v cerkev sv. Siksta I. Po izročilu je del njegovih relikvij pokopan v toledski stolnici v Španiji.

### Po koledarski reformi ni več mučenec
Nekdaj so menili, da so vsi papeži prvih treh stoletij pretrpeli mučeništvo; vendar novi Rimski martirologij papežu Soteru ne prideva naziva mučenec. 
Po koledarski reformi 1969 in poznejših dopolnilih se lahko god sv. Sotera obhaja kot neobvezni; ni pa več omenjen kot mučenec. V zadnji redakciji koledarja piše: "Ni razlogov, da bi vključili svetega Sotera in svetega Kaja med mučence."

### Močni razlogi le govorijo v prid mučeništvu
Vendar še vedno obstajajo močni razlogi za mnenje, da je bil Soter mučenec. Cerkev je namreč vodil v času cesarja Marka Avrelija (161-180). Takrat so se razmere v rimski državi precej poslabšale zaradi naravnih nesreč, porazov rimske vojske in lahkotnega življenja prebivalcev. Vse pogosteje so se širili glasovi, da so kristjani krivi za propadanje države, ker ne častijo rimskih bogov. Te okoliščine so pripomogle, da je čas vladanja Marka Avrelija postal obdobje najbolj krvavega preganjanja kristjanov v drugem stoletju. Zato je zelo verjetno tudi Soter umrl mučeniške smrti.

### God
Neobvezni spominski dan ima v Rimskokatoliški cerkvi 22. aprila in ga častijo tako katoličani kot pravoslavni kristjani skupaj s svetim Kajem.
Pravoslavni kristjani Sotera častijo kot svetnika in mučenca.